# Distrito electoral de Mitchell (condado de Scotts Bluff, Nebraska)
Mitchell (en inglés: Mitchell Precinct) es un distrito electoral ubicado en el condado de Scotts Bluff en el estado estadounidense de Nebraska. En el Censo de 2010 tenía una población de 493 habitantes y una densidad poblacional de 3,97 personas por km².

## Geografía
Mitchell se encuentra ubicado en las coordenadas 41°52′25″N 103°48′3″O / 41.87361, -103.80083. Según la Oficina del Censo de los Estados Unidos, Mitchell tiene una superficie total de 124.22 km², de la cual 124.06 km² corresponden a tierra firme y (0.13%) 0.16 km² es agua.

## Demografía
Según el censo de 2010, había 493 personas residiendo en Mitchell. La densidad de población era de 3,97 hab./km². De los 493 habitantes, Mitchell estaba compuesto por el 95.54% blancos, el 0% eran afroamericanos, el 0% eran amerindios, el 0.41% eran asiáticos, el 0% eran isleños del Pacífico, el 3.25% eran de otras razas y el 0.81% pertenecían a dos o más razas. Del total de la población el 9.13% eran hispanos o latinos de cualquier raza.